# The Cloth
The Cloth è un film del 2013 diretto da Justin Price.
Film horror prodotto dagli Stati Uniti con protagonisti Danny Trejo e Eric Roberts.

## Trama
Jason, ragazzo ribelle e orfano, assiste alla liberazione dell'uomo che ha ucciso i suoi genitori. Da tempo, lui ha perso la retta strada e questo evento non fa altro che aumentare la sua rabbia. Padre Diekman, un amico del padre che lo ha cresciuto per tanto tempo, dice di perdonare il suo nemico, e per far in modo che il ragazzo si fidi di lui, gli rivela un antico segreto: Diekman fa parte di un ordine chiamato "Il Clero" esistente dall'antichità. L'organizzazione ha il compito di esorcizzare i posseduti e di far rimanere tale l'equilibrio fra il bene e il male. Nel frattempo, il demone Kasdeya tenta di aprire un varco definitivo tra la Terra e gli Inferi affinché i suoi amici demoni possano scorrazzare liberamente sul nostro pianeta. Il Clero dovrà quindi entrare in azione.